# Jean Zimmer
Jean Zimmer (Bad Dürkheimis, 6 december 1993) een Duits voetballer die bij voorkeur als rechtsback speelt. Hij tekende in 2016 bij VfB Stuttgart.

## Clubcarrière
Zimmer is afkomstig uit de jeugdopleiding van Kaiserslautern. Op 23 december 2013 debuteerde hij in de 2. Bundesliga tegen FC Ingolstadt 04. In zijn debuutseizoen speelde hij vier competitieduels. Op 30 november 2014 maakte de centrumverdediger zijn eerste treffer tegen FC St. Pauli. In totaal maakte hij vijf doelpunten in 61 competitieduels voor Kaiserslautern. In 2016 werd Zimmer voor 2,5 miljoen euro verkocht aan VfB Stuttgart.